# 凱文·烏利耶特
凱文·尤里耶特（英語：Kevin Ullyett，1972年5月23日—）是辛巴威前职业网球运动员，现旅居英国伦敦。曾與同胞韋恩·布萊克奪得2001年澳網、2005年澳網雙打冠軍，另外也跟斯洛伐克女將達妮埃拉·漢圖霍娃合作奪得2002年美網混雙冠軍。

## 外部連結
- 凱文·烏利耶特（英文/西班牙文）的官方資料
- 凱文·烏利耶特的國際網球總會 職業／青少年 官方資料（英文）
- 凱文·烏利耶特的官方資料（英文）